# 六號鎮區 (堪薩斯州魯克斯縣)
六號鎮區（英語：Township 6）為美國堪薩斯州魯克斯縣轄下的鎮區。2010年美国人口普查中該鎮區人口有75人。

## 地理
六號鎮區涵蓋總面積為186.32平方（71.94平方英里），其中178.29平方（68.84平方英里）為陸地，8.03平方（3.10平方英里）或4.31%為水域。海拔高度580（1,900英尺）。

## 人口統計
根據2010年美國人口普查，六號鎮區人口有75人，住房52戶，人口密度為0.4人/每平方公里。此鎮區居民之種族中，白人有72人，非裔美國人有1人，美洲原住民有0人，亞裔美國人有0人，太平洋島裔美國人有0人，其他種族有0人，混血種族則有2人。此外此鎮區有1人為西班牙裔或拉丁裔美國人。

## 交通

### 主要公路
- 24號美國國道